# Kuha-klass (minsvepare, 1941)
Kuha-klass var en fartygsklass bestående av små minsvepare som tjänstgjorde i den finländska marinen under det andra världskriget. Båtarna byggdes av August Eklöf Ab i Borgå 1941. Kuha-klassen utvecklades ur Ahven-klassen och såg likartade ut.

## Tekniska data
- Antal: 18
- Deplacement: 18 ton
- Längd: 17,1 m
- Bredd: 3,8 m
- Djupgående: 1,5 m
- Hastighet: 9 knop
- Bestyckning: 1 × 20mm lv

## Kuha 1—6
Levererades 1941. Kuha 1 och 4 skrotades år 1959.
- Kuha 1 - Kuha
- Kuha 2 - Salakka
- Kuha 3 - Siika
- Kuha 4 - Harjus
- Kuha 5 - Säynäs
- Kuha 6 - Karppi

## Kuha 7—14
Levererades år 1945. Kuha 9 skrotades år 1960.
- Kuha 7
- Kuha 8
- Kuha 9
- Kuha 10
- Kuha 11
- Kuha 12
- Kuha 13
- Kuha 14

## Kuha 15—18
Levererades år 1946
- Kuha 15
- Kuha 16
- Kuha 17
- Kuha 18